# Монджуффі-Мелія
Монджуффі-Мелія (італ. Mongiuffi Melia, сиц. Mungiuffi) — муніципалітет в Італії, у регіоні Сицилія,  метрополійне місто Мессіна.
Монджуффі-Мелія розташоване на відстані близько 510 км на південний схід від Рима, 170 км на схід від Палермо, 45 км на південний захід від Мессіни.
Населення — 611 осіб (2014).
Щорічний фестиваль відбувається 20 січня. Покровитель — San Sebastiano.

## Демографія
Населення за роками:

Станом на 1 січня 2023 року в муніципалітеті офіційно проживало 9 іноземців з 5 країн, серед них 6 громадян країн Євросоюзу.

## Сусідні муніципалітети
- Антілло
- Кастельмола
- Форца-д'Агро
- Гаджі
- Галлодоро
- Граніті
- Летоянні
- Ліміна
- Роккафьорита